# Mahfoud Boucebci
 (mars 2013).
Si vous disposez d'ouvrages ou d'articles de référence ou si vous connaissez des sites web de qualité traitant du thème abordé ici, merci de compléter l'article en donnant les références utiles à sa vérifiabilité et en les liant à la section « Notes et références ».
Mahfoud Boucebci, né le 22 novembre 1937 à Miliana et mort assassiné le 15 juin 1993 à Alger était un psychiatre et universitaire algérien.

## Biographie
Né dans une famille originaire de Kabylie, il fait ses études de médecine à la faculté de Marseille, puis s'inscrit au CES de neuropsychiatrie. En 1966, il complète sa formation en neurologie et encéphalographie (Pitié-Salpêtrière à Paris). Rentré en Algérie en 1967, il exerça à l'hôpital Mustapha d'Alger où il créa un laboratoire d'EEG. En 1972, il est reçu brillamment à l'agrégation de psychiatrie. Puis il est nommé médecin-chef de la clinique universitaire de psychiatrie Les Oliviers Birmandreis- Alger. Cet hôpital de jour, pour enfants handicapés psychomoteurs, fut un lieu de formation, d'enseignement et de consultations pour enfants et adultes. En 1985, il prend ses fonctions de médecin-chef de l'hôpital Drid Hocine à Kouba, où il est assassiné le 15 juin 1993.
Boucebci est l'un des fondateurs de la psychiatrie algérienne. Auteur de nombreux travaux, ouvrages et articles, sa renommée avait largement dépassé les frontières du pays. Il était président de la Société Algérienne de Psychiatrie, vice-Président de la Société Internationale de Psychiatrie de l'Enfant et l'Adolescent, collaborateur de l'UNICEF.
Membre fondateur, en 1985, de la première Ligue des droits de l’homme dans son pays, il militait pour une démocratie laïque. Il avait pris position pour le droit des femmes, des adolescents, et des exclus de la société algérienne. La veille de son assassinat, il avait fondé, avec des journalistes et des intellectuels le Comité de vérité sur l’assassinat de l’écrivain et journaliste Tahar Djaout, mortellement blessé d'un coup de feu le 26 mai 1993 et décédé le 2 juin,.
Boucebci, âgé de 56 ans, fut mortellement poignardé le 15 juin 1993 devant l’hôpital Drid-Hocine de Kouba (banlieue d’Alger) qu’il dirigeait, laissant une épouse et des enfants, dont l'un d'eux est Téric Boucebci. La Guerre civile algérienne commençait, les intellectuels progressistes étaient pris pour cible, Boucebci était la cinquième personnalité de la société civile civil à être assassiné après Djilali Liabes, ancien ministre de l’Enseignement supérieur, Lâadi Flici, médecin et écrivain, Hafid Senhadri, chef de cabinet au ministère de la Formation professionnelle, également membre du CCN, et Tahar Djaout.

## Récompenses
Lauréat à deux reprises du Prix Maghrébin de Médecine (en 1982 et 1988), il était également Président de la Société Algérienne de Psychiatrie. Cette solide assise maghrébine lui permettant de fructueux échanges internationaux, il fut :
- Membre fondateur des Rencontres Franco-maghrébines De Psychiatrie (Président des  2e Rencontres - Alger 1983).
- Vice-président de l'Association Internationale de Psychiatrie de l'Enfant, de l'Adolescent et des Professions Associées.
- Membre du Comité Éditeur de la revue Acta Psychiatrica Belgica
- Membre du Comité Rédacteur de la revue Annales De Psychiatrie.
- Membre Correspondant de la revue L'Information Psychiatrique.
- Membre du Comité Scientifique International de la revue SAnte Mentale Au Québec.
- Membre du Comité Scientifique de la Revue Francophone De La Déficience Mentale
- Membre du Conseil des Délégués de la Société Internationale de Psychiatrie de l'Adolescent.

## Sur Mahfoud Boucebci
Dans son ouvrage Le blanc de l'Algérie, Assia Djebar revient longuement sur son amitié avec Mahfoud Boucebci et sur les circonstances de sa mort.